# Cyclolyse
La cyclolyse est l'ensemble de processus déterminant l'affaiblissement ou même la disparition d'un cyclone ou d'une dépression.
Dans son sens large, la cyclolyse est la mort d'un système dépressionnaire (tropical ou non). En météorologie tropicale, elle désigne la mort d'un système tropical.
Par exemple, la cyclolyse du cyclone Krisostoma entre le 4 et le 15 avril 1986, a été extrêmement rapide avec un centre totalement exposé.
En novembre 2020, la cyclogénèse du cyclone Alicia s'est située en zone australienne. Sa cyclolyse s'est située 4 jours plus tard en zone tropicale.
De même que le départ d'un cyclone est marqué par une cyclogénèse et sa disparition par une cyclolyse, les phases initiale et finale de l'évolution d'un anticyclone sont l'anticyclogénèse et l' anticyclolyse.